# Selenocosmia peerboomi
Selenocosmia peerboomi är en spindelart som först beskrevs av Schmidt 1999.  Selenocosmia peerboomi ingår i släktet Selenocosmia och familjen fågelspindlar.
Artens utbredningsområde är Filippinerna. Inga underarter finns listade i Catalogue of Life.